# بادنما

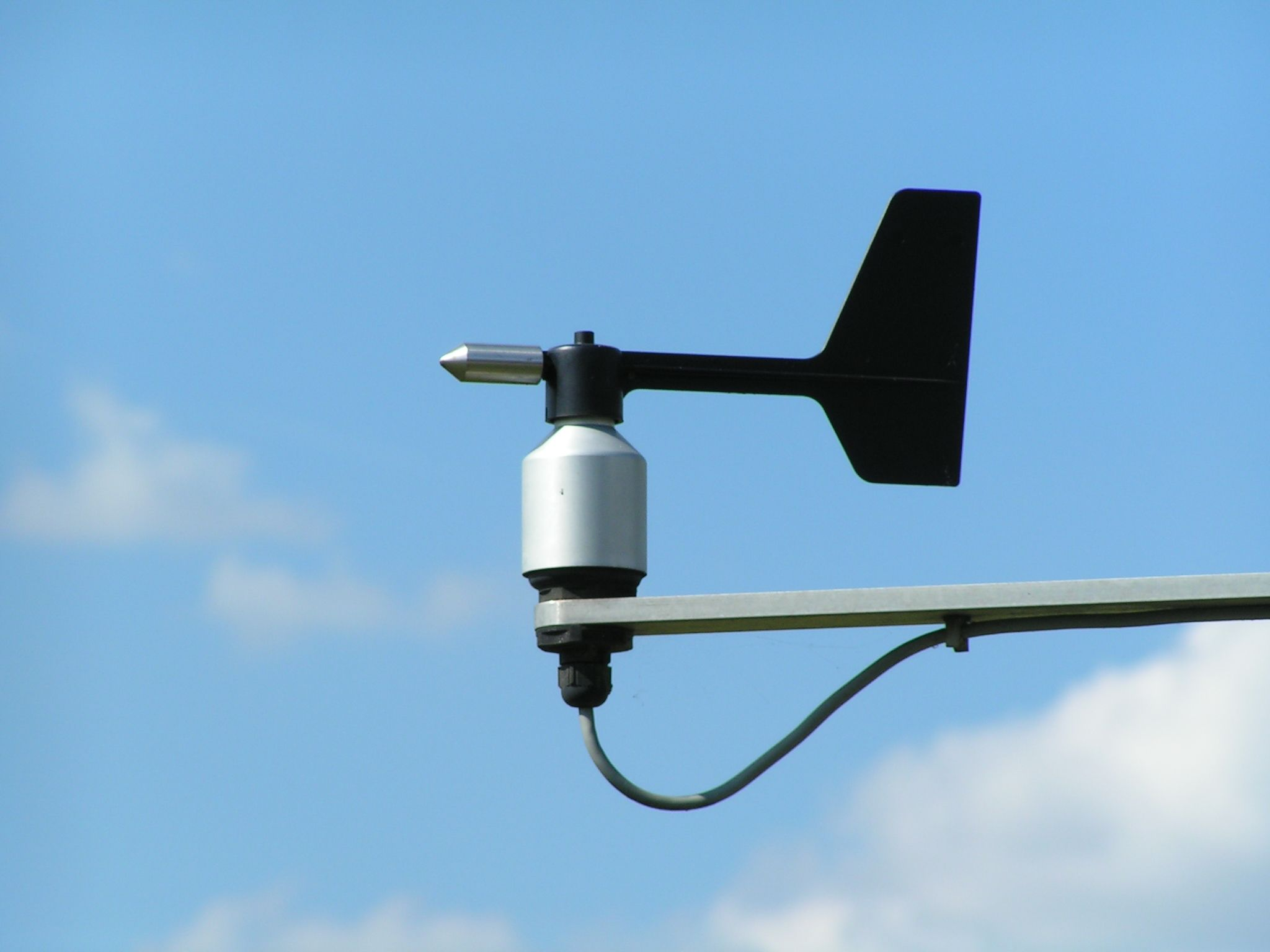
بادنمای استاندارد

بادنما ابزاری است که جهت وزش باد را نشان می‌دهد. بادنما را معمولاً روی نقاط بلند ساختمان‌ها یا دکل قایق‌ها و کشتی‌های بادبانی می‌سازند یا نصب می‌کنند. چون در برخی کشورها رسم است که برخی از بادنماها را به شکل خروس می‌سازند گاه آن را «خروسِ باد» نیز می‌گویند.
پایه کار بادنما بر این است که وزن آن در دوطرف محور گردش برابر است، ولی سطح بادگیر در هر طرف متفاوت است. به محض وزش باد بادنما طوری می‌چرخد که طرفی که سطح بادگیر کمتری دارد در طرف باد قرار می‌گیرد.

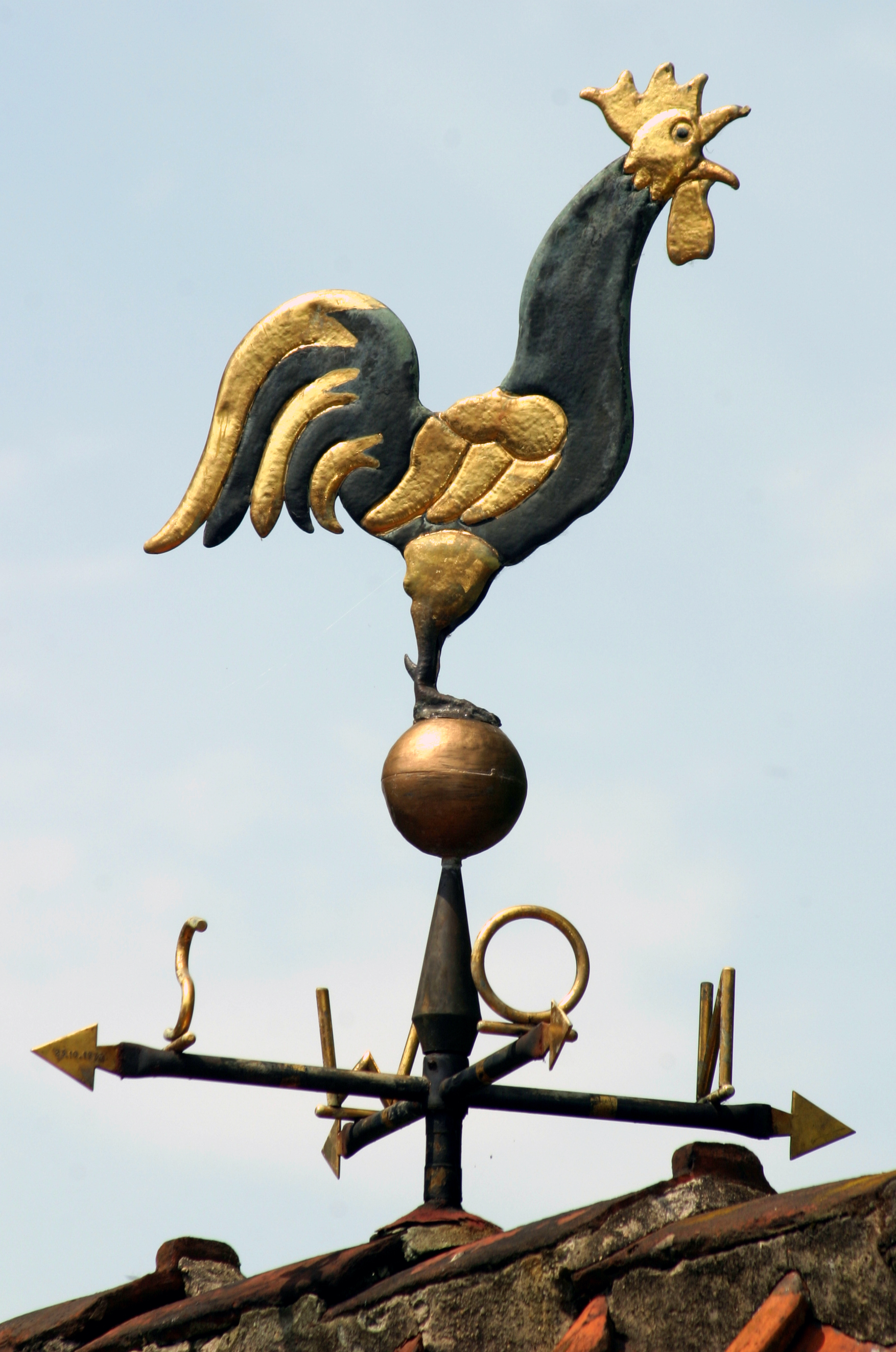
خروس باد